# Anara Tower
La Torre Anara fue un proyecto arquitectónico de un rascacielos de usos mixtos, particularmente distinguido por tener la forma de turbina eólica en su techo. Se hubiera ubicado en la Sheikh Zayed Road, la avenida más grande de Dubái. Para su construcción, se demolió la sucursal de Hard Rock Café de la ciudad.
El proyecto, a cargo del Atkins Design Studio para Tameer Holding Investment, fue cancelado en 2009 a consecuencia de la crisis financiera de Dubai.

## Dimensiones
En el diseño, la torre estaba formado por un pilar que sostenía dos muros de su misma altura: 600 metros. Estarían conectados por corredores cada 27 pisos con jardines de 70 metros de largo. La propuesta de la cima de la torre destacó por contar con un diseño en forma de turbina eólica, aunque sería un restaurante de lujo sostenido por tres enormes barras de metal.